# Blokfluitkwartet

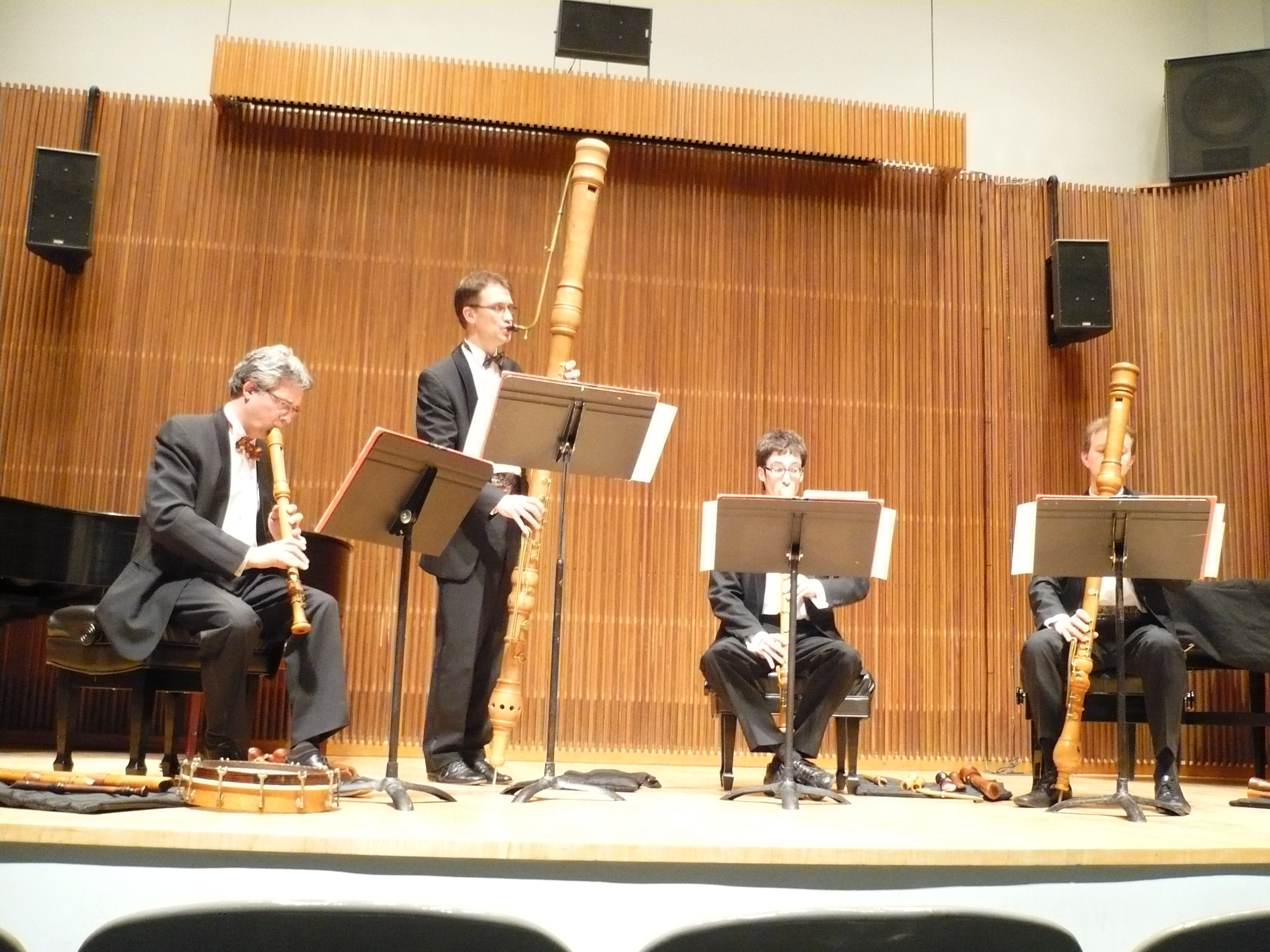
Het Flanders Recorder Quartet

Een blokfluitkwartet is een groep van 4 musici die allemaal blokfluit spelen.
Een blokfluitkwartet bestaat meestal uit de volgende 4 soorten blokfluiten: sopraanblokfluit, altblokfluit, tenorblokfluit en basblokfluit, maar kan ook bestaan uit een viertal andere soorten blokfluit. 
Nederland kende een aantal bekende professionele blokfluitkwartetten, waaronder het Amsterdam Loeki Stardust Quartet en BRISK Recorder Quartet Amsterdam. In België was er het Flanders Recorder Quartet.